# فیل گینگری
فیل گینگری (به انگلیسی: Phil Gingrey) نمایندهٔ حوزه انتخابیه اول جورجیا از حزب جمهوری‌خواه ایالات متحده آمریکا در مجلس نمایندگان ایالات متحده آمریکا است که برای نخستین‌بار در ۱۵ ژانویه ۲۰۰۳ میلادی به‌عضویت این مجلس درآمد.